# لگیا ورشو
لگیا ورشو (به لهستانی: Legia Warsaw) باشگاه فوتبال لهستان است که در شهر ورشو قرار دارد و در لیگ برتر فوتبال لهستان بازی می‌کند.
این باشگاه در سال ۱۹۱۶ تأسیس شده‌است.

## افتخارات
- لیگ برتر فوتبال لهستان
  - قهرمان (۸): ۱۹۵۵، ۱۹۵۶، ۱۹۶۹، ۱۹۷۰، ۱۹۹۴، ۱۹۹۵، ۲۰۰۲، ۲۰۱۶٬۲۰۰۶
- جام حذفی فوتبال لهستان
  - قهرمان (۱۵): ۱۹۵۵، ۱۹۵۶، ۱۹۶۴، ۱۹۶۶، ۱۹۷۳، ۱۹۸۰، ۱۹۸۱، ۱۹۸۹، ۱۹۹۰، ۱۹۹۴، ۱۹۹۵، ۱۹۹۷، ۲۰۰۸، ۲۰۱۱، ۲۰۱۲
  - نایب قهرمانی (۶): ۱۹۵۲، ۱۹۶۹، ۱۹۷۲، ۱۹۸۸، ۱۹۹۱، ۲۰۰۳
- سوپر جام فوتبال لهستان
  - قهرمان (۴): ۱۹۸۹، ۱۹۹۴، ۱۹۹۷، ۲۰۰۸
  - نایب قهرمانی (۳): ۱۹۹۰، ۱۹۹۵، ۲۰۰۶